# Expulsion des Juifs et des Musulmans du Portugal

Epistola de victoria contra infideles habita, 1507

Le décret d'expulsion des juifs et des musulmans du Portugal est un document signé le 5 décembre 1496 par le roi Manuel Ier du Portugal et qui devait prendre effet à la fin octobre de 1497.

## Contexte
À l'instar de la situation en Castille et en Aragon, certains juifs occupent des places importantes dans la vie sociale portugaise. Isaac Abrabanel était le trésorier du roi Alphonse V. Beaucoup ont également eu un rôle actif dans la culture portugaise, ils gardent en outre une réputation de diplomates et de marchands. Lisbonne et Évora abritaient d'importantes communautés juives. Dans l'ensemble de la péninsule ibérique, la situation entre les juifs et les chrétiens se tend au xve siècle. 
Par ailleurs, la récente union de la Castille et de l'Aragon est sur le point de donner naissance à un nouveau pays, l'Espagne. Les rois très catholiques d'Aragon et de Castille appliquent la politique de limpieza de sangre. Ils expulsent les juifs en 1492, année qui marque la fin de la Reconquista par la conquête de Grenade, et la découverte des Amériques.
Le Portugal est en négociation étroite avec ce nouveau grand voisin sur nombre de sujets, notamment le partage du monde selon le traité de Tordesillas signé en 1495, et le mariage de Manuel Ier du Portugal et de la princesse des Asturies, Isabelle d'Aragon, fille aînée des monarques Espagnols. Parmi les éléments de négociation de ce mariage, les rois catholiques font une demande non écrite d'expulsion des juifs du Portugal.

## Expulsion des juifs

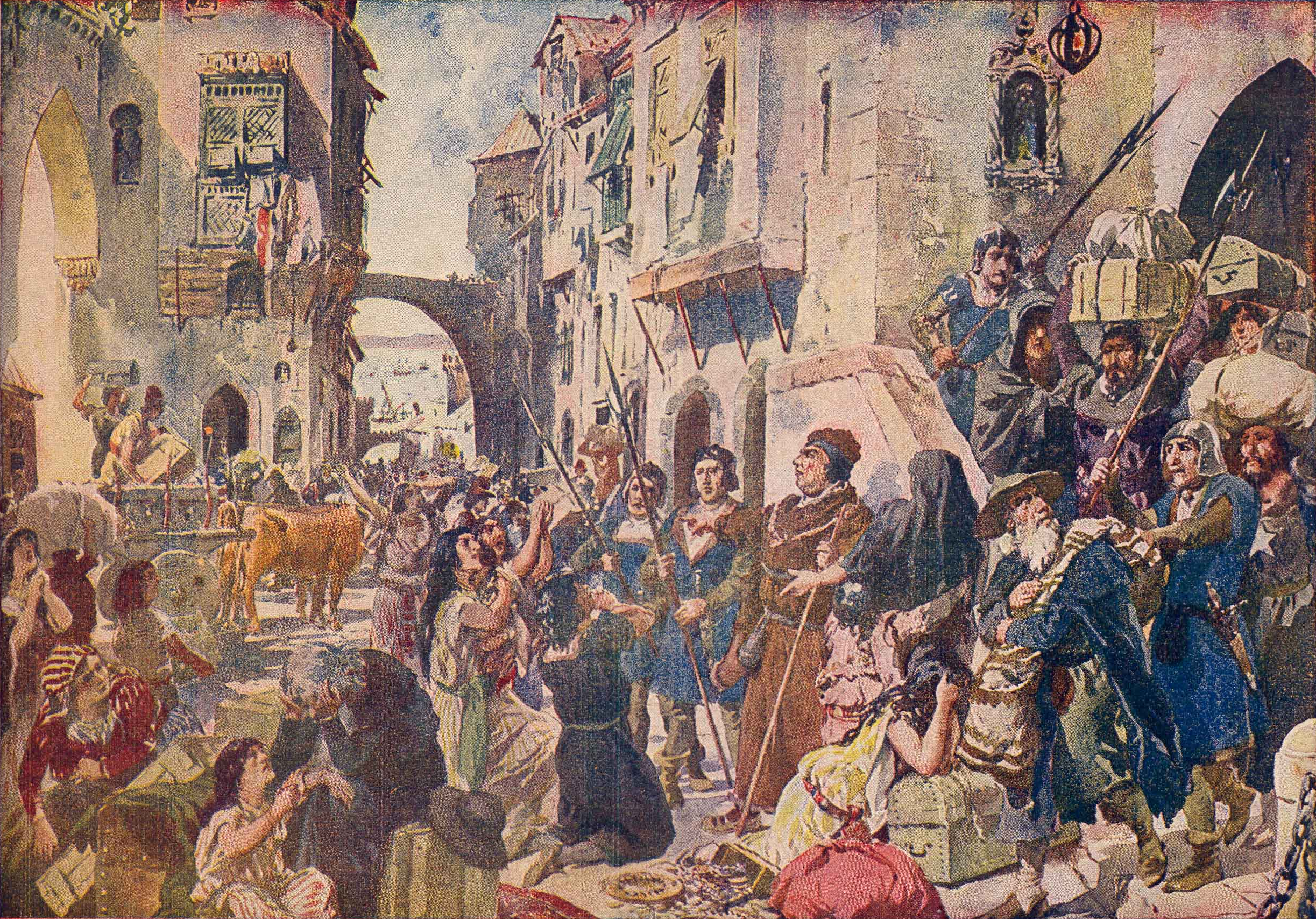
Expulsion des Juifs en 1497, dans une aquarelle de 1917 d'Alfredo Roque Gameiro.

Le 5 décembre 1496, le roi Manuel Ier du Portugal décrète que tous les juifs doivent se convertir au catholicisme ou quitter le pays. Le roi manifeste sa volonté d'éradiquer complètement et à jamais le judaïsme du Portugal en promulguant deux décrets : l'édit initial d'expulsion de 1496 est transformé en édit de conversion de force en 1497. Les Juifs portugais sont interdits de quitter le pays, sont baptisés de force et convertis au christianisme. 
Les Juifs qui refusaient de payer des impôts en signe de protestation furent déportés du Portugal et abandonnés à leur sort dans les îles de São Tomé et Príncipe, au large de la côte ouest de l'Afrique. Des temps difficiles suivirent pour les conversos portugais, avec le massacre de 2 000 personnes à Lisbonne en 1506, et suivi de l'Inquisition portugaise en 1536.

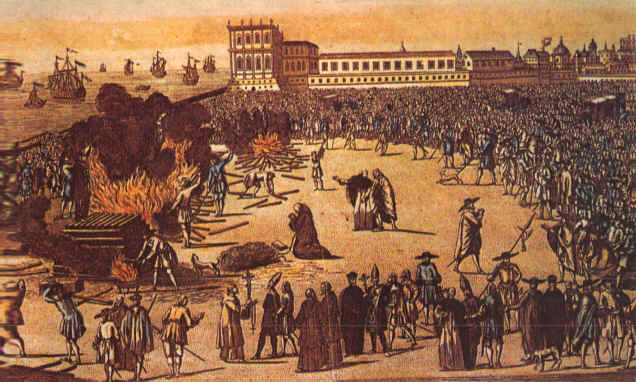
Bûcher de crypto-juifs à Lisbonne, Portugal

Lorsque le roi autorisa les conversos à partir après le massacre de Lisbonne en 1506, beaucoup se rendirent dans l'Empire ottoman, notamment à Salonique et à Constantinople, et dans le sultanat wattaside du Maroc. Un plus petit nombre partit à Amsterdam, en France, au Brésil, à Curaçao et aux Antilles, au Suriname et à la Nouvelle-Amsterdam. Dans certains de ces endroits, leur présence peut encore être perçue dans l'utilisation de la langue ladino par certaines communautés juives de Grèce et de Turquie, les dialectes d'origine portugaise des Antilles, ou les multiples synagogues construites par ceux qui sont devenus connus sous le nom d'espagnol et Juifs portugais, tels que l'Amsterdam Esnoga ou le Willemstad Snoa. Certains des descendants les plus célèbres de Juifs portugais qui vivaient en dehors du Portugal sont le philosophe Baruch Spinoza ( Bento de Espinosa en portugais) et l'économiste classique David Ricardo.

### Crypto-juifs
Les Juifs qui se convertissent au christianisme sont connus sous le nom de nouveaux chrétiens. Ils étaient constamment surveillés par l'Inquisition. Le Saint-Office du Portugal a duré près de trois cents ans, jusqu'à ce que l'Inquisition portugaise soit abolie en 1821 par les « Tribunaux généraux extraordinaires et constituants de la Nation portugaise». Beaucoup de ces nouveaux chrétiens étaient des crypto-juifs qui continuaient à pratiquer secrètement leur religion ; ils ont finalement quitté le pays au cours des siècles suivants et ont ouvertement embrassé leur foi juive à nouveau dans des pays étrangers. Ce fut le cas, par exemple, des ancêtres de Baruch Spinoza aux Pays-Bas. D'autres juifs portugais, formant des communautés très peu nombreuses comme à Belmonte, optèrent pour une solution différente et radicale, pratiquant leur foi de manière strictement secrète au sein d'une communauté rurale et isolée. Connus comme les « Derniers des Marranes », certains ont survécu jusqu'à aujourd'hui (notamment la communauté juive de Belmonte à Castelo Branco, plus quelques familles dispersées) en pratiquant des mariages intra-communautaires et limitant leurs contacts culturels avec le monde extérieur. Ce n'est qu'à la fin du XXe siècle, qu'ils rétablirent le contact avec la communauté juive internationale et pratiquèrent ouvertement leur religion dans une synagogue publique avec un rabbin officiel.

## Expulsion des musulmans
Selon l'historien contemporain François Soyer, l'expulsion des musulmans du Portugal a été éclipsée par la conversion forcée des juifs. Alors que la tolérance envers les minorités musulmanes au Portugal était plus élevée que dans toute autre partie de l'Europe, les musulmans étaient toujours perçus comme «étrangers».  Contrairement à la situation à Valence pendant les années 1460, aucune émeute liée à l'Islam ne s'est produite au Portugal.
En décembre 1496, Manuel I ordonna à tous les sujets musulmans de partir sans aucune cause apparente. Selon les historiens portugais du XVe siècle Damião de Góis et Jerónimo Osório, le gouvernement portugais prévoyait à l'origine de convertir  de force ou d'exécuter les musulmans comme il l'avait fait pour les juifs, mais la peur des représailles des royaumes musulmans d'Afrique du Nord le conduisit à les déporter. La motivation de Manuel Ier n'est pas claire. Certains historiens contemporains affirment qu'il appliquait la politique de limpieza de sangre menée par Isabelle de Castille et Ferdinand d'Aragon pour unifier la péninsule avec une seule religion, quoique l'expulsion des morisques d'Espagne eut lieu un siècle après, en 1609. D'autres suggèrent que son choix découle d'une volonté de conquérir le Maroc ou par la de son confesseur Dominicain, le frère Jorge Vogado.. Certains trouvèrent refuge en Castille,  mais la plupart fuirent vers l'Afrique du Nord.

## Retour de certains Juifs au Portugal
Au xixe siècle, certaines familles aisées d'origine juive séfarade portugaise comme les Ruah et Bensaude, revinrent au Portugal depuis le Maroc. La première synagogue construite au Portugal après le xve siècle fut la synagogue de Lisbonne, inaugurée en 1904.
En 2014, le parlement portugais modifia la loi sur la nationalité portugaise afin d'accorder la nationalité portugaise aux descendants de juifs séfarades expulsés du Portugal. La loi est une réaction aux événements historiques qui ont conduit à leur expulsion du Portugal, mais aussi aux inquiétudes croissantes suscitées par les communautés juives à travers l'Europe. Pour obtenir la nationalité portugaise, la personne doit avoir un nom de famille qui atteste être un descendant direct d'un séfarade d'origine portugaise ou des liens familiaux en ligne collatérale d'une ancienne communauté séfarade portugaise. L'utilisation d'expressions en portugais dans les rites juifs ou en judéo-portugais ou en ladino peut également être considérée comme une preuve.
À partir de 2015, plusieurs centaines de Juifs turcs qui ont pu prouver leur descendance de Juifs portugais expulsés en 1497 ont émigré au Portugal et ont acquis la nationalité portugaise,,.